# Актюбинская операция (1919)
Актюбинская операция — наступательная операция Туркестанского фронта РККА и войск Северо-восточного фронта Туркестанской республики (бывший Актюбинский фронт) против сил Южной армии белых и алашской милиции, проходившая в августе — сентябре 1919 года.
К моменту начала операции Южная армия белых, совместно с Уральской армией, контролировала полосу от северо-восточной окраины Каспийского моря до центральной части казахских степей. К северу от этой полосы территория контролировалась Красной армией, а к югу — войсками советской Туркестанской Республики. Главной целью наступления красных было соединение с Туркестаном и взятие под контроль нефтяных месторождений на Эмбе.
4-я Армия красных завязала бои в районе Лбищенска, сковав там часть белогвардейских войск. Верхнеуральская группа красных выдвинулась к Орску, но была остановлена белыми в 150 км к северу от города. Оренбургская группа красных ударила на Орск с запада и 30 августа взяла его. 2 сентября Оренбургская группа красных взяла Актюбинск и продолжила наступление вдоль железной дороги на юг. Одновременно войска Туркестанской Республики, наступая с юга, взяли станцию Челкар и 13 сентября соединились с войсками Туркестанского фронта. Южная Армия белых была отрезана от своих тылов, и большая часть её личного состава сдалась в плен.
Благодаря успешно проведённой операции войска РККА соединились с войсками Туркестанской Республики и получили возможность наступления на Эмбу.